# 5 карбованців «Ансамбль Регістан у Самарканді»
Ансамбль Регістан у Самарканді (рос. Ансамбль Регистан в Самарканде) — ювілейна монета СРСР вартістю 5 карбованців, випущена 13 вересня 1989 року. Регістан (від «рег» — пісок і «стан» — місце; буквально — місце, покрите піском) — назва головних площ у містах Середнього Сходу. Найбільш відома площа Регістан у центрі Самарканда завдяки розташованому на ній знаменитому архітектурному ансамблю XV–XVII століть, центром якого є медресе Улугбека (1417—1420 рр.), Медресе Шердор (1619—1636 рр.) і медресе Тіллі-Карі (1646—1660 рр.). Ансамбль з трьох медресе є унікальним прикладом мистецтва містобудування та чудовим зразком архітектурного оформлення головної площі міста.

## Історія
З 1988 року випускалася серія монет номіналом у 5 карбованців, присвячена старовинним містам, пам'яткам архітектури, історичним місцям Росії. Ця серія монет випускалася аж до 1991 року. Монета карбувалася на Ленінградському монетному дворі (ЛМД).

## Опис та характеристики монети
| Номінал крб. | Метал                 | Маса грам | Діаметр мм. | Гурт                           | Тираж штук               |
| ------------ | --------------------- | --------- | ----------- | ------------------------------ | ------------------------ |
| 1            | мідно-нікелевий сплав | 19,8      | 35          | гладкий із заглибленим написом | 2 000 000 300 000 (пруф) |

### Аверс
У верхній частині диска — Державний герб Союзу Радянських Соціалістичних Республік (являє собою зображення серпа і молота на фоні земної кулі, в променях сонця і в обрамленні колосся, перев'язаних п'ятнадцятьма витками стрічки); під гербом — напис «СССР», знизу — велика цифра «5», під нею — півколом розміщено слово «РУБЛЕЙ» ще нижче уздовж канта знаходиться дата випуску монети — «1989».

### Реверс
У центрі зображення архітектурного ансамблю Регістан. Під ним декоративна лінія у вигляді спіралі. Ще нижче напис «САМАРКАНД». Вгорі уздовж зовнішнього ободку монети півколом напис «РЕГИСТАН». Під нею півколом дати «XV—XVII ст.» і декоративний візерунок.

### Гурт
Два вдавлені написи «ПЯТЬ РУБЛЕЙ», між ними дві вдавлені п'ятикутні зірки.

## Автори
- Художник: А. В. Бакланов
- Скульптор: С. М. Іванов

## Вартість монети
Ціну монети — 5 карбованців встановив Держбанк СРСР у період реалізації монети через його філії. Сучасна вартість монети звичайного випуску серед колекціонерів України (станом на 2014 рік) становить понад 60 гривень.